# 反復配列
反復配列（はんぷくはいれつ、英語: Repetitive sequence）とは、生物ゲノムのDNA配列で、同じ配列が反復して（特に数回以上）見られるものの総称である。真核生物、特に進化した動植物に多く見られる。
一部を除いて機能はよくわかっていないため、従来は無駄な「ジャンクDNA」あるいは「利己的遺伝子」の例とされる一方、遺伝的組換えを通じて進化に大きく関わったとも考えられてきた。最近になって、一部のものについては遺伝子の発現調節に関わっている可能性が指摘されている。
次のように大きく2種類に分けられ、さらにいくつかに分類される。
- 縦列（単純）反復配列（タンデムリピート）：同じ配列が同じ向きに隣り合って存在する。
  - サテライトDNA：他の部分のDNAと密度が異なることから発見されたもの。染色体の動原体にあるα-サテライトなどが知られる。配列ユニットの比較的短いものは特にミニサテライトおよびマイクロサテライトとして区別され、個体による反復回数の違いが多いのでDNA型鑑定によく利用される。
  - ミニサテライト：10ないし100塩基対からなる。
  - マイクロサテライト：数塩基対からなる。染色体全体に見られる。
- 散在反復配列：隣り合わず散在する配列。レトロトランスポゾンに由来すると考えられている。長さによりLINEおよびSINEに分けられ、ヒトではLINEとして「LINE-1」、SINEとして「Alu配列」と呼ばれる特定の配列が多い。
  - LINE（Long INterspersed Elements：長鎖散在反復配列）蛋白質をコードする遺伝子に似た配列からなる（偽遺伝子の一種）。
  - SINE（Short INterspersed Elements：短鎖散在反復配列）一般の遺伝子よりも短い。

このほか特殊なものとして、テロメアDNAや、トランスポゾンの両端にあるもの（2回だけ反復）がある。
真正細菌と古細菌は、CRISPRと呼ばれる反復配列を持つ。この配列はRNAiと類似した機構でウイルスの感染やプラスミドの侵入を抑えると考えられている。